# Charles Henri Joseph Cordier

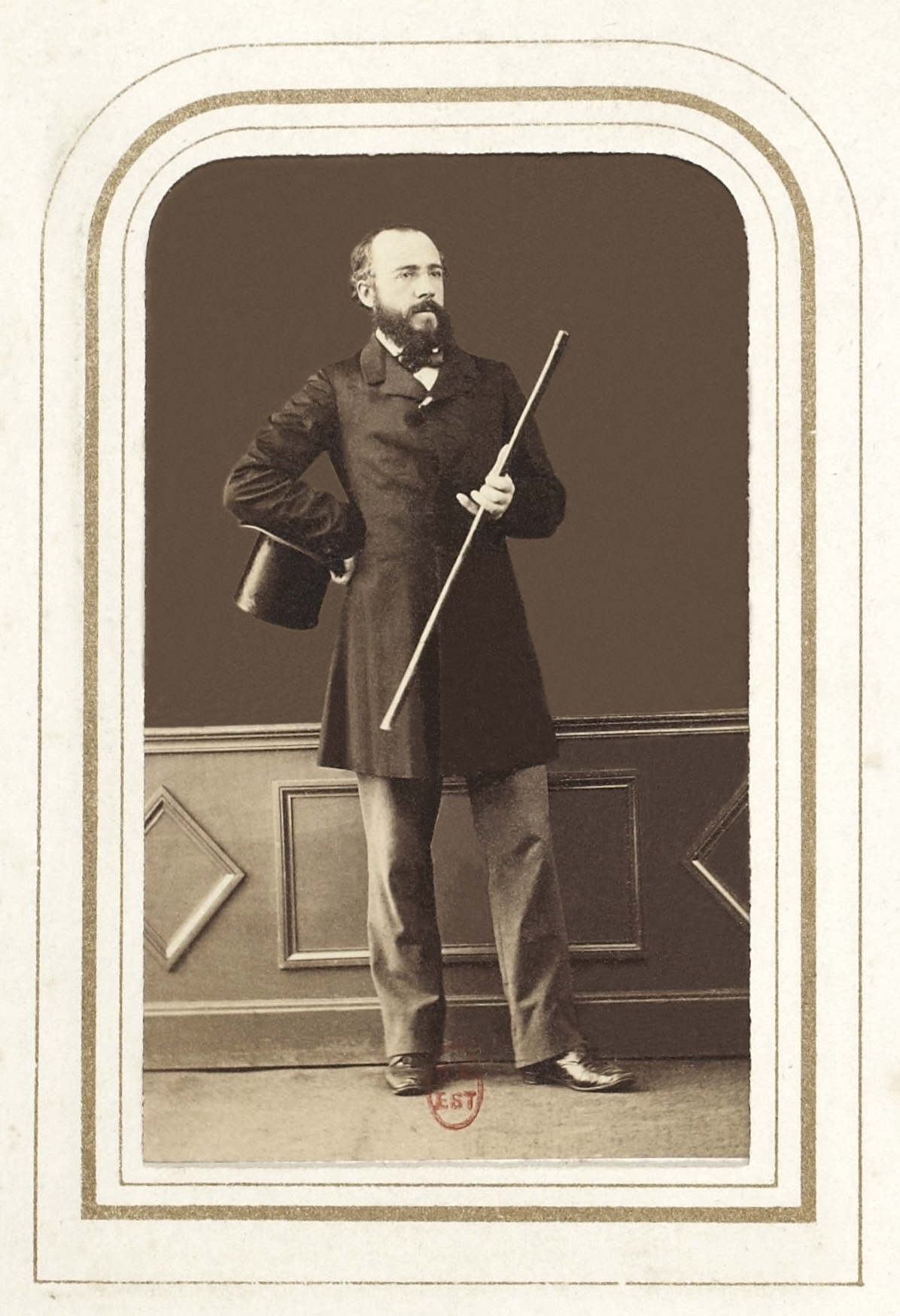
Charles Cordier, ca. 1860

Charles Henri Joseph Cordier (* 19. Oktober 1827 in Cambrai; † 30. April 1905 in Algier) war ein französischer Bildhauer.

## Leben
Der französische Bildhauer trat 1846 in die École des Beaux-Arts zu Paris ein, wo er sich unter Jacques Auguste Fauginet und François Rude bildete. Da er frühzeitig Vorliebe und Geschick zur Darstellung der verschiedenen Menschengruppen zeigte, sandte ihn die französische Regierung nach Afrika. Er führte seitdem eine große Anzahl orientalischer Statuen und namentlich Büsten aus: 1851 fertigte er die Büste eines Einwohners von Timbuktu an, 1852 die Büste einer „Afrikanischen Venus“ und die Gruppe eines chinesischen Ehepaars. In den Bronzebüsten eines Mongolen und einer Mongolin (1853) versuchte er eine reichere Farbenwirkung zu erzielen, deren Richtung er seitdem treu geblieben ist. Im Salon 1857 erschienen zwölf afrikanische Büsten, zumeist aus Bronze. Das malerische Prinzip, das sich in allen diesen Werken aussprach, suchte Cordier häufig durch die Zusammenfügung verschiedener Stoffe und durch Übersilberung noch zu verstärken; so schuf er viele Werke, die aus Bronze und Marmor zusammengesetzt waren, ging aber noch weiter und sandte in den Salon 1863 die Büste einer "algerischen Jüdin" aus emaillierter Bronze, Onyx und Porphyr, 1864 eine „junge Mulattin“ aus Bronze, Email und Onyx, 1866 die lebensgroße Statue einer „Araberin“ aus Bronze, Email und Onyx, 1867 die Büste eines „Fellahs“ aus Bronze, Gold, Silber, Türkisen und Porphyr.
Cordier hat ferner das Standbild des Marschalls Gérard (1856 in Verdun), den Triumph der Amphitrite (1861), Johannes den Täufer für den Turm St. Jacques la Boucherie in Paris, die Statuen der Harmonie und Poesie für die alte Pariser Oper, die Statue der hl. Klotilde an der neugotischen Fassade von Ste-Clotilde. u. a. geschaffen. Cordier ist ein Realist von geringer Phantasie, zeigt aber eine scharfe Beobachtungsgabe.

## Galerie

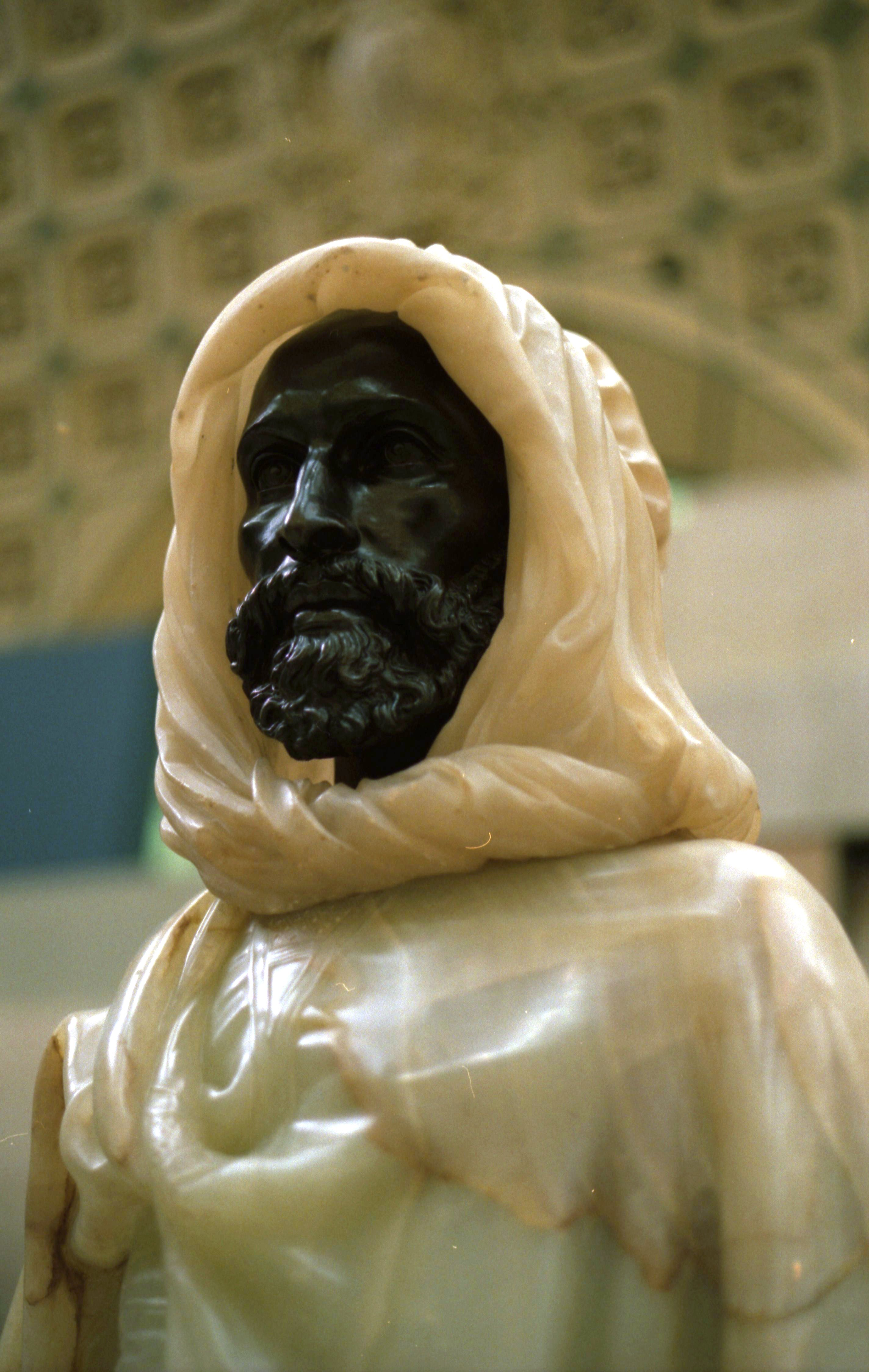
Arabe d'el-Aghouat en burnous 1857
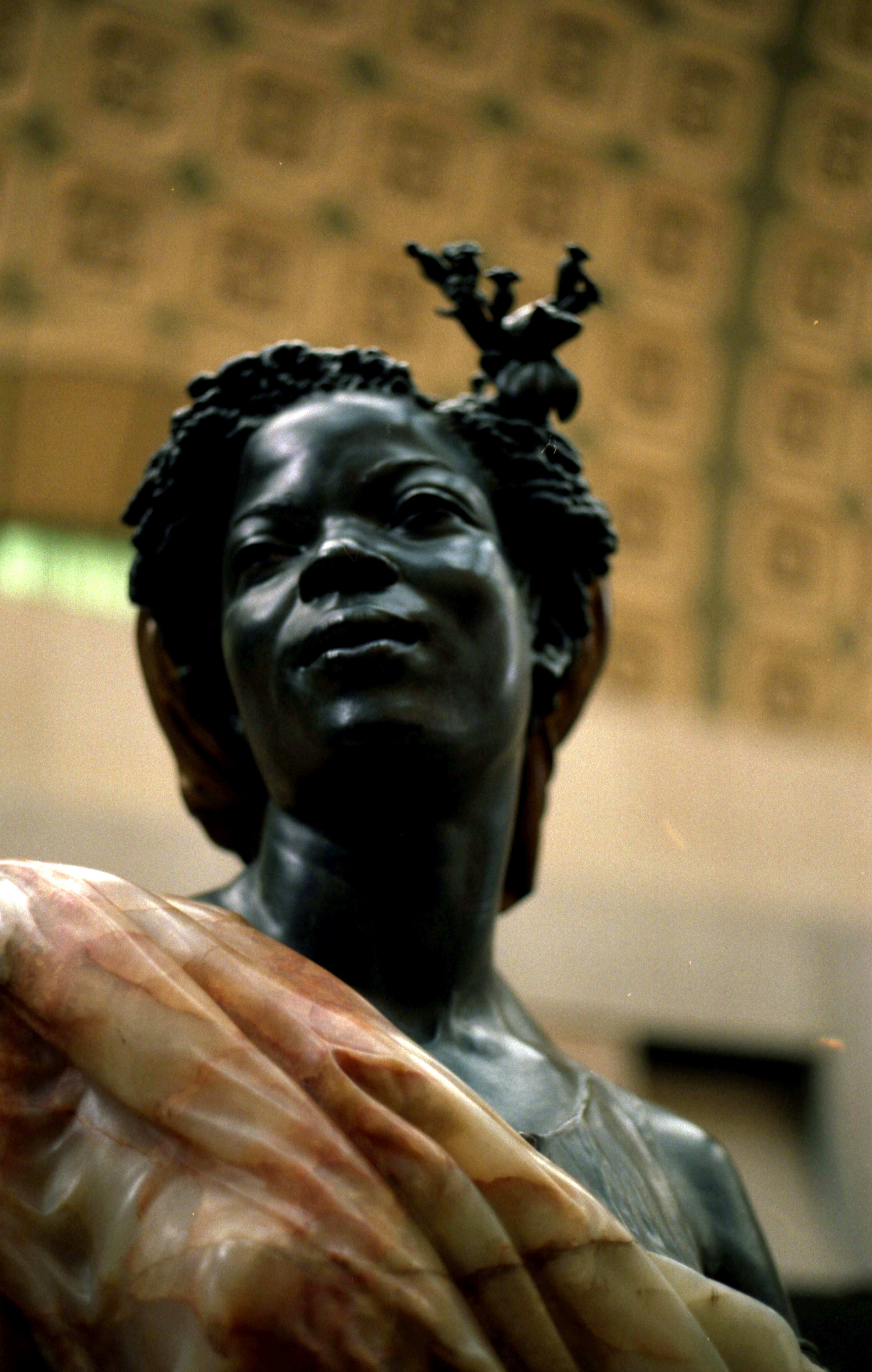
Capresse des colonies 1861